# Haris Epaminonda
Haris Epaminonda est une artiste chypriote née en 1980 à Nicosie. Sa pratique artistique combine la vidéo, le collage, la photographie et des matériaux préexistants.

## Biographie
Ses œuvres ont été exposées dans plusieurs institutions au niveau international : Tate Modern de Londres en 2010, Museum of Modern Art de New York en 2011 ou encore Le Plateau à Paris en 2015,.
Lors de l'édition 2019 de la Biennale de Venise, elle remporte un lion d'argent du meilleur jeune artiste.